# Marta Bifano
Marta Bifano (Napoli, 4 novembre 1959) è un'attrice e produttrice cinematografica italiana.

## Biografia
Figlia di Ida Di Benedetto, è una attrice professionista dal 1980, ha recitato in teatro, televisione, cinema. Il suo esordio televisivo avviene nella serie TV L'eredità della priora, con la regia di Anton Giulio Majano, mentre l’anno successivo partecipa al film Ricomincio da tre, diretto da Massimo Troisi. Successivamente recita in film diretti da Ettore Scola, Carlo Lizzani. Dal 2003 inizia a produrre film e serie per la TV. 
Nel 2005 ha diretto e prodotto il film Sexum superando: Isabella Morra.

## Filmografia parziale

### Attrice

#### Cinema
- Ricomincio da tre, regia di Massimo Troisi (1981)
- I ragazzi della periferia sud, regia di Gianni Minello (1984)
- Arrapaho, regia di Ciro Ippolito (1984)
- Maccheroni, regia di Ettore Scola (1985)
- Blues metropolitano, regia di Salvatore Piscicelli (1985)
- Tifosi, regia di Neri Parenti (1999)
- La donna lupo, regia di Aurelio Grimaldi (1999)
- Il potere sottile, regia di Diego Ronsisvalle (2004)
- Hotel Meina, regia di Carlo Lizzani (2007)
- Il mercante di stoffe, regia di Antonio Baiocco (2009)
- Canepazzo, regia di David Petrucci (2012)
- Looking for Clarissa, regia di Victor Alfieri (2013)
- Uno per tutti, regia di Mimmo Calopresti  (2015)

#### Televisione
- L'eredità della priora, regia di Anton Giulio Majano – miniserie TV (1980)
- Quaderno proibito, regia di Marco Leto – miniserie TV (1980)
- Fregoli, regia di Paolo Cavara – miniserie TV (1981)
- Un nuovo giorno, regia di Aurelio Grimaldi – film TV (1998)
- Caterina e le sue figlie – serie TV (2005)
- Caravaggio, regia di Angelo Longoni – miniserie TV (2008)
- Sposami, regia di Umberto Marino – miniserie TV (2012)

### Produttrice
- Chiaroscuro, regia di Tomaso Sherman – miniserie TV (2003)
- Sexum superando - Isabella Morra, regia di Marta Bifano (2005)
- Hotel Meina, regia di Carlo Lizzani (2007)
- Mannaggia alla miseria, regia di Lina Wertmüller – film TV (2009)
- Paura d'amare – serie TV (2010-2013)
- The Last Try, regia di Ilaria De Andreis (2021)

### Regista
- Sexum superando - Isabella Morra (2005)